# رودریگو الونسو
رودریگو الونسو (انگلیسی: Rodrigo Alonso؛ زادهٔ ۱۱ فوریهٔ ۱۹۸۲) بازیکن فوتبال اهل آرژانتین است.